# Niederkleen
Niederkleen ist ein Ortsteil der Gemeinde Langgöns im mittelhessischen Landkreis Gießen.

## Geographische Lage
Niederkleen liegt am Westrand der Wetterau, an die sich im Westen die Nordostausläufer des Wetzlarer Hintertaunus anschließen. Im Nordosten des Naturparks Taunus befindet es sich rund vier Kilometer südwestlich von Langgöns im Tal des Lahn-Zuflusses Kleebach. In Richtung Norden und Osten öffnet sich die Landschaft zur von sanften Hügeln gekennzeichneten und wesentlich dichter besiedelten Wetterau.

## Geschichte

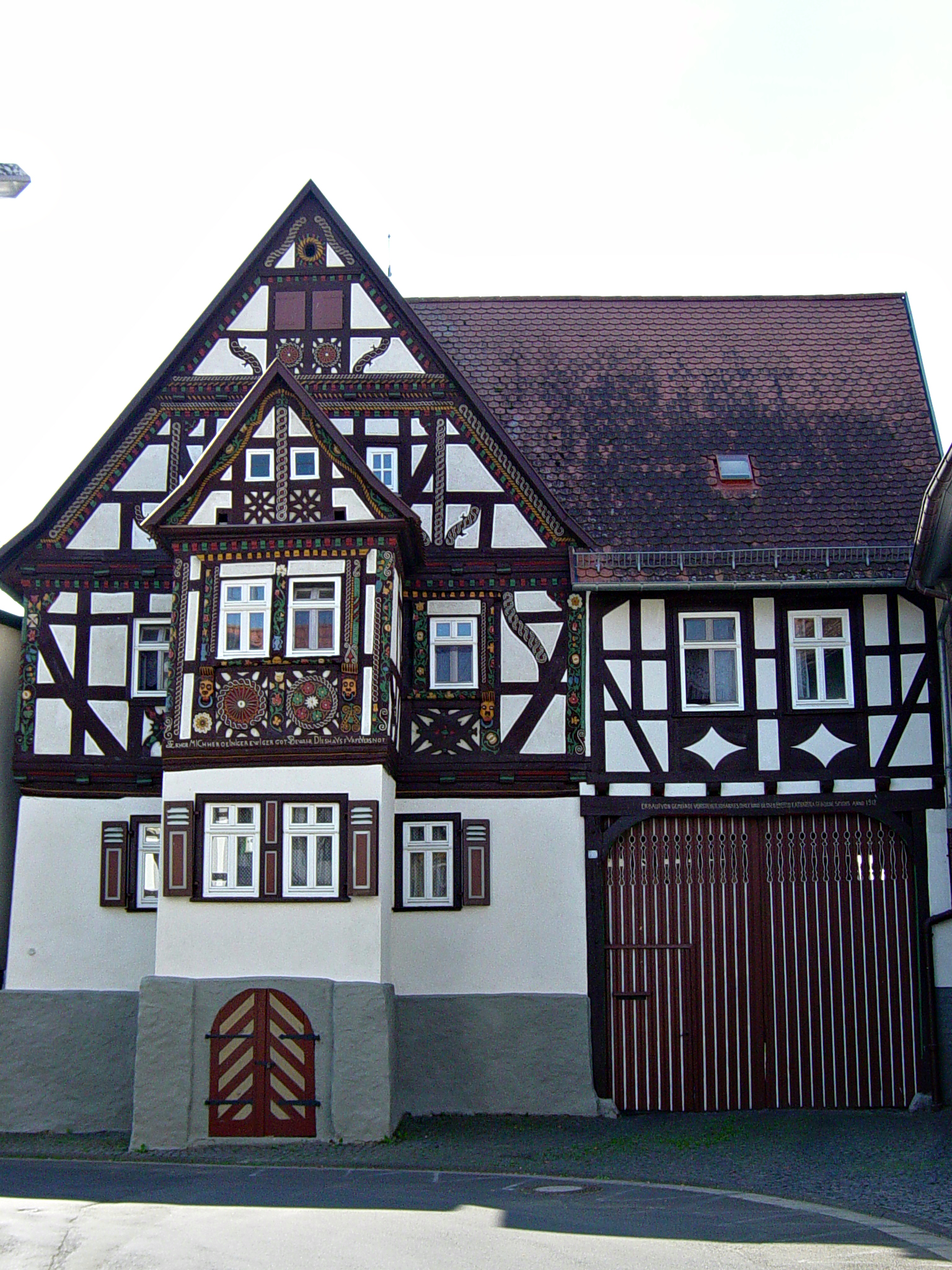
Das Ohly'sche Haus, 1620

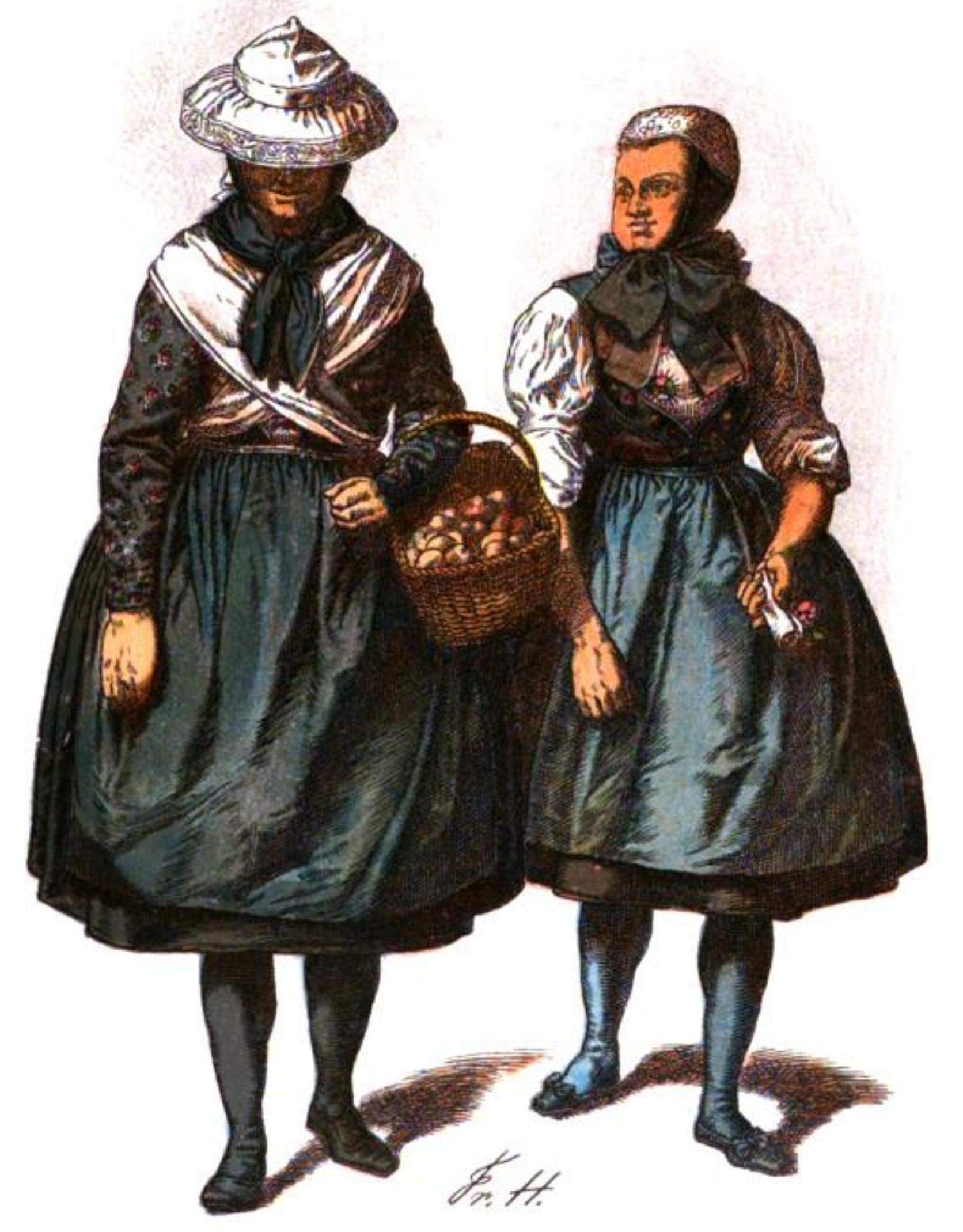
Trachten der Bäuerinnen der Region um Niederkleen

### Ortsgeschichte
Die erste bekannte urkundliche Erwähnung des Orts erfolgte im Jahre 774 im Lorscher Codex unter dem Namen Cleheimer marca. In der Folgezeit erschien der Ortsname in wechselnder Form (in Klammern das Jahr der Erwähnung): in villa Chleon (774), Cleheimmer marca  (775), Cleher marca (777), Cleheim (805), Clehen (804/806),
Clewer marca (817), Nideren Clen (1255), inferiori Cle (1291), Niedercleen (1299), inferior Clen (1323) und Cleen (1328).
In der Mitte des 14. Jahrhunderts wurde eine Wasserburg erbaut, die aber später verfiel.
Im Zuge der Gebietsreform in Hessen schlossen sich am 31. Dezember 1971 die Gemeinden Niederkleen und Oberkleen freiwillig zur Gemeinde Kleenheim zusammen. Die Gemeinde Kleenheim wurde am 1. Januar 1977 mit vier weiteren Gemeinden durch das Gesetz zur Neugliederung des Dillkreises, der Landkreise Gießen und Wetzlar und der Stadt Gießen zur neuen Großgemeinde Langgöns zusammengeschlossen. Für die nach Langgöns eingegliederten ehemaligen Gemeinden wurde je ein Ortsbezirk gebildet. Als Verwaltungssitz wurde der Ortsteil Lang-Göns festgelegt.

### Verwaltungsgeschichte im Überblick
Die folgende Liste zeigt die Staaten und Verwaltungseinheiten, denen Niederkleen angehört(e):
- 774: Lahngau, Kleenheimer Mark
- ab 14. Jahrhundert: Heiliges Römisches Reich, Amt Hüttenberg (Kondominium: Grafschaft Nassau und  Landgrafschaft Hessen)
- ab 1567: Heiliges Römisches Reich, Amt Hüttenberg (Kondominium: Grafschaft Nassau und Landgrafschaft Hessen-Marburg)[12]
- 1604–1648: hessischer Anteil strittig zwischen Landgrafschaft Hessen-Darmstadt und Landgrafschaft Hessen-Kassel (Hessenkrieg)
- ab 1604: Heiliges Römisches Reich, Amt Hüttenberg (Kondominium: Grafschaft Nassau und Landgrafschaft Hessen-Darmstadt)
- ab 1703: Heiliges Römisches Reich, Grafschaft Nassau-Weilburg (durch Teilungsvertrag), Oberamt Atzbach, Amt Hütten- und Stoppelberg[13][14]
- ab 1806: Herzogtum Nassau,[Anm. 2] Amt Hüttenberg
- ab 1816: Königreich Preußen,[Anm. 3] Provinz Großherzogtum Niederrhein, Regierungsbezirk Koblenz, Kreis Wetzlar[Anm. 4]
- ab 1822: Königreich Preußen, Rheinprovinz, Regierungsbezirk Koblenz, Kreis Wetzlar[Anm. 5]
- ab 1871: Deutsches Reich, Königreich Preußen, Rheinprovinz, Regierungsbezirk Koblenz, Kreis Wetzlar
- ab 1918: Deutsches Reich (Weimarer Republik), Freistaat Preußen, Rheinprovinz, Regierungsbezirk Koblenz, Kreis Wetzlar
- ab 1932: Deutsches Reich, Freistaat Preußen, Provinz Hessen-Nassau, Regierungsbezirk Wiesbaden, Kreis Wetzlar
- ab 1944: Deutsches Reich, Freistaat Preußen, Provinz Nassau, Kreis Wetzlar
- ab 1945: Amerikanische Besatzungszone,[Anm. 6] Groß-Hessen, Regierungsbezirk Wiesbaden, Kreis Wetzlar
- ab 1946: Amerikanische Besatzungszone, Hessen, Regierungsbezirk Wiesbaden, Kreis Wetzlar
- ab 1949: Bundesrepublik Deutschland, Hessen, Regierungsbezirk Wiesbaden, Kreis Wetzlar
- ab 1968: Bundesrepublik Deutschland, Hessen, Regierungsbezirk Darmstadt, Kreis Wetzlar
- ab 1972: Bundesrepublik Deutschland, Land Hessen, Regierungsbezirk Darmstadt, Kreis Wetzlar, Gemeinde Kleenheim[Anm. 7]
- ab 1977: Bundesrepublik Deutschland, Hessen, Regierungsbezirk Darmstadt, Lahn-Dill-Kreis, Gemeinde Langgöns[Anm. 8]
- ab 1979: Bundesrepublik Deutschland, Hessen, Regierungsbezirk Darmstadt, Landkreis Gießen, Gemeinde Langgöns
- ab 1981: Bundesrepublik Deutschland, Hessen, Regierungsbezirk Gießen, Landkreis Gießen, Gemeinde Langgöns

## Bevölkerung
Einwohnerstruktur 2011
Nach den Erhebungen des Zensus 2011 lebten am Stichtag dem 9. Mai 2011 in Niederkleen 1212 Einwohner. Darunter waren 45 (3,7 %) Ausländer.
Nach dem Lebensalter waren 218 Einwohner unter 18 Jahren, 522 zwischen 18 und 49, 249 zwischen 50 und 64 und 225 Einwohner waren älter. Die Einwohner lebten in 510 Haushalten. Davon waren 144 Singlehaushalte, 138 Paare ohne Kinder und 162 Paare mit Kindern, sowie 54 Alleinerziehende und 12 Wohngemeinschaften. In 99 Haushalten lebten ausschließlich Senioren und in 348 Haushaltungen lebten keine Senioren.
Einwohnerentwicklung
| Niederkleen: Einwohnerzahlen von 1834 bis 2021 | Niederkleen: Einwohnerzahlen von 1834 bis 2021 | Niederkleen: Einwohnerzahlen von 1834 bis 2021 | Niederkleen: Einwohnerzahlen von 1834 bis 2021 | Niederkleen: Einwohnerzahlen von 1834 bis 2021 |
| --- | ---------------------------------------------- | ---------------------------------------------- | ---------------------------------------------- | ---------------------------------------------- |
| Jahr |                                                |                                                |                                                | Einwohner                                      |
| 1834 | 1834                                           |                                                | 582                                            | 582                                            |
| 1840 | 1840                                           |                                                | 544                                            | 544                                            |
| 1846 | 1846                                           |                                                | 601                                            | 601                                            |
| 1852 | 1852                                           |                                                | 593                                            | 593                                            |
| 1858 | 1858                                           |                                                | 598                                            | 598                                            |
| 1864 | 1864                                           |                                                | 579                                            | 579                                            |
| 1871 | 1871                                           |                                                | 547                                            | 547                                            |
| 1875 | 1875                                           |                                                | 541                                            | 541                                            |
| 1885 | 1885                                           |                                                | 550                                            | 550                                            |
| 1895 | 1895                                           |                                                | 509                                            | 509                                            |
| 1905 | 1905                                           |                                                | 503                                            | 503                                            |
| 1910 | 1910                                           |                                                | 504                                            | 504                                            |
| 1925 | 1925                                           |                                                | 541                                            | 541                                            |
| 1939 | 1939                                           |                                                | 557                                            | 557                                            |
| 1946 | 1946                                           |                                                | 960                                            | 960                                            |
| 1950 | 1950                                           |                                                | 988                                            | 988                                            |
| 1956 | 1956                                           |                                                | 944                                            | 944                                            |
| 1961 | 1961                                           |                                                | 948                                            | 948                                            |
| 1967 | 1967                                           |                                                | 959                                            | 959                                            |
| 1970 | 1970                                           |                                                | 962                                            | 962                                            |
| 1978 | 1978                                           |                                                | 1.023                                          | 1.023                                          |
| 1982 | 1982                                           |                                                | 1.077                                          | 1.077                                          |
| 1990 | 1990                                           |                                                | 1.032                                          | 1.032                                          |
| 1994 | 1994                                           |                                                | 1.180                                          | 1.180                                          |
| 2000 | 2000                                           |                                                | 1.246                                          | 1.246                                          |
| 2006 | 2006                                           |                                                | 1.242                                          | 1.242                                          |
| 2011 | 2011                                           |                                                | 1.212                                          | 1.212                                          |
| 2016 | 2016                                           |                                                | 1.225                                          | 1.225                                          |
| 2021 | 2021                                           |                                                | 1.245                                          | 1.245                                          |
| Datenquelle: Historisches Gemeindeverzeichnis für Hessen: Die Bevölkerung der Gemeinden 1834 bis 1967. Wiesbaden: Hessisches Statistisches Landesamt, 1968. Weitere Quellen: ; Zensus 2011 |                                                |                                                |                                                |                                                |

Historische Religionszugehörigkeit
| • 1836: | 580 evangelische Einwohner, zwei katholische Einwohner              |
| • 1961: | 668 evangelische (= 70,46 %), 272 katholische (= 28,69 %) Einwohner |

## Politik

### Ortsbeirat
Für Niederkleen besteht ein Ortsbezirk (Gebiete der ehemaligen Gemeinde Niederkleen) mit Ortsbeirat und Ortsvorsteher nach der Hessischen Gemeindeordnung.
Der Ortsbeirat besteht aus sieben Mitgliedern. Bei den Kommunalwahlen in Hessen 2021 betrug die Wahlbeteiligung zum Ortsbeirat 52,88 %. Dabei wurden gewählt: drei Mitglieder der Liste „Zukunft jetzt“, zwei Mitglieder der CDU und je ein Mitglied der „Freien Wählergemeinschaft“ (FWG) und der SPD. Der Ortsbeirat wählte Tim Schröder (CDU) zum Ortsvorsteher.

### Wappen
Blasonierung: „In Gold ein rotes Kleeblatt.“
Das am 6. Dezember 1937 durch den Oberpräsidenten der Provinz Hessen-Nassau verliehene Wappen übernimmt den Wappenschild des im 12. Jahrhundert auftauchenden und im 16. Jahrhundert erloschenen Adelsgeschlechtes von Cleen, wie er sich auch in der Niederkleener Kirche erhalten hat. Die von Cleen sind von Niederkleen ausgegangen und haben für den Ort eine besondere Bedeutung erlangt.

## Sehenswürdigkeiten
- Ohly'sche Haus, aufwendig verziertes, überregional bedeutendes Fachwerkhaus
- Evangelische Kirche Niederkleen von 1728
- Heimatmuseum Niederkleen
- Hüttenberger Hoftore

## Persönlichkeiten
- Johann Friedrich Faust von Aschaffenburg (* 5. August 1569 in Frankfurt am Main; † 15. Juli 1621 in Niederkleen), Frankfurter Patrizier und Bürgermeister, lebte seit 1619 in Niederkleen
- Johann Christoph Hert (* 12. Januar 1649 in Niederkleen; † 22. September 1731 in Butzbach) war ein deutscher Arzt.
- Johann Nikolaus Hert (* 6. Oktober 1651  in Niederkleen; † 19. September 1710 in Gießen) war ein deutscher Rechtswissenschaftler.
- Karl August Schapper (* 6. Januar 1815 in Niederkleen), evangelischer Theologe und Predigerseminardirektor († 20. August 1898 in Wernigerode).
- Heinrich Beppler (* 1835 in Hochelheim (?); † nach 1892), Postagent in Niederkleen und Politiker.
- Wilhelm Stein (* 1807 in Kirchen an der Sieg; † 1. Juli 1849 in Niederkleen) war ein evangelischer Pfarrer und Bergwerksingenieur.